# Poienarii Vechi
Poienarii Vechi – wieś w Rumunii, w okręgu Prahova, w gminie Poienarii Burchii. W 2011 roku liczyła 125 mieszkańców.